# Dime ven
«Dime ven» es el primer sencillo del disco debut de la banda mexicana Motel. Salió a principios del 2006 con gran repercusión en su país, siendo número uno en la cadena televisiva de MTV y en algunas radios de su país y de Latinoamérica. El video "Dime Ven" ha tenido grande rotación en MTV México tanto así que ha entrado al Top 20 de MTV y a los 10 más solicitados del mencionado canal de videos.

## Álbum
Warner Music fue la compañía quien lanzó al mercado "Motel", su primer álbum que fue producido por Áureo Baqueiro y coproducido por Jay de la Cueva. Este incluye once temas compuestos por los integrantes de la misma banda. Su primer álbum salió a la venta a principios del 2006 e incluye el primer sencillo de la banda llamado "Dime ven". Su segundo sencillo se llama "Olvídame".
- Datos: Q5807203